# تطور رومانيا الإقليمي

الجدول الزمني لحدود رومانيا بين 1859 و 2010

يشمل التطور الإقليمي لرومانيا جميع التغييرات الحاصلة في حدود البلاد منذ تشكيلها وحتى يومنا هذا. يمكن تتبع وجود رومانيا كدولة مستقلة إلى القرن الرابع عشر، وذلك عندما تأسست إمارتا مولدوفا ووالاشيا. خسرت والاشيا عبر تاريخها أجزاءً عدة من أراضيها، إما للعثمانيين أو لملكية هابسبورغ. لكن هذه المنطقة بالتحديد استُردت لاحقًا بأكملها. في المقابل، تكبدت مولدوفا خسائر إقليمية كبيرة. في عام 1775، غزت ملكية هابسبورغ بوكوفينا وضمتها، وفي عام 1812، سيطرت الإمبراطورية الروسية على بيسارابيا. تعرضت كلا المنطقتين في وقت لاحق لسياسات استعمارية شاقة. أعلنت الإمارات التوحيد في عام 1859 تحت اسم إمارة رومانيا. سعت هذه الدولة الجديدة إلى الاستقلال عن التبعية العثمانية، وفي عام 1878، خاضت حربًا ضدها إلى جانب روسيا. ومع ذلك، فقد ضمت الأخيرة في وقت لاحق بيسارابيا الجنوبية المستردة قبل عقود. تلقت رومانيا دبروجة الشمالية كتعويض، وشنت حربًا ضد بلغاريا من أجل الجزء الجنوبي في عام 1913.
كان حينها لمملكة رومانيا طموحات إقليمية كبيرة، وبمجرد ما وُعدت بها من قِبل الحلفاء جرتها إلى الحرب العالمية الأولى في عام 1916. في البداية، تكبدت هزيمة نتج عنها فقدان ممرات جبال الكاربات ودبروجة عام 1918. خلال تلك الفترة، تحقق اتحاد بيسارابيا مع رومانيا. مع ضعف قوى المركز وزيادة الضغط من جانب الوفاق (خاصة من فرنسا)، عاودت رومانيا دخول الحرب في نفس العام. تبين أن الوضع رجح لصالح الوفاق واستعادت رومانيا أراضيها المفقودة بعد هزيمتها الأولية، إلى جانب بوكوفينا وترانسلفانيا. عُرفت خلال تلك الفترة باسم رومانيا الكبرى، إذ وصلت البلاد إلى أقصى امتداد إقليمي لها.
لكن جيران رومانيا لم يكونوا راضين عن الحدود الجديدة. اعتمدت رومانيا على التحالفات الإقليمية والحماية الفرنسية والبريطانية في الغرب. لكن سرعان ما هزمت ألمانيا النازية فرنسا، مما أثار قلقًا بالغًا في البلاد. بعدما اتضح انعدام قدرة الغرب على حماية رومانيا، احتل الاتحاد السوفيتي بيسارابيا وشمال بوكوفينا ومنطقة هرتسا في عام 1940 بعد بلاغ نهائي أُجبرت رومانيا على قبوله. شعر الملك كارول الثاني بالقلق وطلب مساعدة ألمانيا لحماية أراضي رومانيا، لكنها أجبرت البلاد على التنازل عن شمال ترانسلفانيا إلى المجر وجنوب دبروجة إلى بلغاريا. فقد الملك شعبيته بالكامل، مما أدى إلى صعود يون أنتونيسكو إلى السلطة. انضم رسميًا إلى دول المحور وطالب بأراضٍ من يوغوسلافيا بعد غزوها، وتحديدًا بانات ووادي تيموك. لكن أيًا من هذا لم يتحقق. في عام 1941، غزت دول المحور الاتحاد السوفيتي، مما مكن رومانيا من استعادة أراضيها المفقودة بالإضافة إلى ترانسنيستريا، التي وُضعت تحت الإدارة المدنية. ومع ذلك، فشلت هذه العملية، وبعد الإطاحة بأنتونسكو، غيرت رومانيا موقفها في عام 1944 وقاتلت ضد دول المحور، وهكذا، خسرت بيسارابيا وبوكوفينا الشمالية مرة أخرى إلى الاتحاد السوفيتي. أتاح ذلك الأمر استرجاع البلاد لشمال ترانسلفانيا.
نُصبت حكومة شيوعية في البلاد بدعم من الاتحاد السوفيتي عام 1947. احتل الاتحاد السوفيتي العديد من الجزر الرومانية في دلتا الدانوب والبحر الأسود، وأصبح هذا التغيير الإقليمي رسميًا في عام 1948. كانت جزيرة الثعبان من بين هذه الجزر، وتسببت بنزاع حول الحدود البحرية بين رومانيا الديمقراطية الحالية وأوكرانيا في عام 2009 استحوذت فيه رومانيا على 80% من المنطقة المتنازع عليها.
في الوقت الحاضر، يسعى القوميون والجماعات الرومانية الأخرى إلى توسيع بلدهم إقليميًا، لا سيما من خلال بيسارابيا وبوكوفينا الشمالية.

## خلفية تاريخية
ظهرت إمارة رومانيا عام 1859 بعد توحيد إمارتي مولدوفا ووالاشيا. على أي حال، تأسست هذه الدول في القرن الرابع عشر، وتغيرت حدودها مرارًا وتكرارًا عبر التاريخ. فقدت والاشيا، التي حصلت على دبروجة في عهد ميرتشا العجوز، أراضيها لصالح العثمانيين في نهاية سنوات حكمه (نحو 1418). في نفس الفترة، ضم العثمانيون مينائي جورجيو وتورنو ميغوريل شمال نهر الدانوب. في منتصف القرن السادس عشر، فقدت والاشيا مدينة برايلا أيضًا. خلال عام 1600، وحد مايكل الشجاع، حاكم والاشيا، الإمارات الرومانية الثلاث (والاشيا ومولدوفا وترانسلفانيا)، لكن هذا الاتحاد تفكك بعد فترة وجيزة. ظفرت ملكية هابسبورغ النمساوية بالحرب النمساوية التركية التي انتهت عام 1718، وضمت على إثرها أولتينيا (الجزء الغربي من والاشيا) من بين أراضٍ أخرى. ومع ذلك، سلمت معاهدة بلغراد لعام 1739 أولتينيا إلى والاشيا مرة أخرى. استردت والاشيا في عام 1826 الموانئ الثلاثة الواقعة شمال نهر الدانوب نتيجة لاتفاق أكرمان، ورسّمت حدودها مجددًا مع العثمانيين عبر نهر الدانوب.
ومن جهة أخرى، كان هناك إمارة مولدوفا. ظهرت كدولة بعد هزيمة التتار على يد ملك المجر، لويس الأول. ظلت المنطقة تحت النفوذ المجري وتأسست رسميًا باعتبارها إقطاعية مجرية في عام 1347 تحت حكم دراغوش. خلفه ساس، الذي هزمه بوغدان الأول، منهيًا الهيمنة المجرية على مولدوفا ومُشرعًا استقلالها. لكن البعض يرى أن مولدوفا ظلت تابعة للمجر (أو تابعة للاتحاد المجري البولندي أثناء اتحادهما من 1370 إلى 1382) خلال معظم فترة حكمه (أو طوالها) وما بعدها. حدث أول تغيير إقليمي في مولدوفا بعد بضع سنوات. في عام 1388، أراد فلاديسلاف الثاني ياغيلو المال لشن حرب ضد فرسان التيوتون، فطلب من بيترو الثاني أمير مولدوفا قرضًا (4,000 روبل). استُخدمت بوكوتيا كرهن، وجرى التنازل عنها لمولدوفا. لربما لم يُسدد هذا القرض. خلال القرنين التاليين أصبحت المنطقة مكانًا للنزاع بين بولندا ومولدوفا، وخسرتها الأخيرة نهائيًا عام 1531 بعد معركة أوبرتين. وفي الوقت نفسه، خسرت مينائي كيليا وبلغورود دنستروفسكي (القلعة البيضاء) عام 1484 للعثمانيين، الذين ضموا الساحل المولدوفي بأكمله (بودجاك) في عام 1538. نظرًا للأهمية الاستراتيجية لمدينة خوتين والمنطقة المحيطة بها، فقد أخذها العثمانيون من مولدوفا في عام 1711، ووطنوها بتتار الليبكا وجعلوها سنجق (مقاطعة). جرى غزو بوكوفينا لاحقًا وضمتها ملكية هابسبورغ عام 1775، في إطار عملية كبيرة من الأكرنة. حدثت آخر خسارة إقليمية كبيرة لمولدوفا في عام 1812. خاض العثمانيون والإمبراطورية الروسية حربًا بين عامي 1806 و1812، انتهت بمعاهدة بوخارست التي نقلت ملكية الجزء الشرقي من الإمارة المتمثل في بيسارابيا إلى روسيا. شهدت هذه المنطقة، شأنها شأن بوكوفينا، استعمارًا روسيًا قاسيًا. ومع ذلك، بعد الهزيمة الروسية في حرب القرم، استعادت مولدوفا بيسارابيا الجنوبية عام 1856.
بعد تدمير مملكة المجر على يد العثمانيين وتقسيمها اللاحق، أصبحت ترانسلفانيا أيضًا دولة مستقلة بحد ذاتها تقريبًا، لم تشمل المنطقة الجغرافية لترانسلفانيا فحسب بل أيضًا أجزاء من بانات و«الأجزاء الغربية» (بيريغ وكريشانا وماراموريش، وأجزاء من سولنوك وأونغ وغيرها؛ يُطلق عليها مجتمعة اسم بارتيوم). على أي حال، لم يحكم الرومانيون الإمارة وحدهم فقد غزتها ملكية هابسبورغ عام 1699.